# William Lubtchansky
Pour les articles homonymes, voir Lubtchansky.
William Lubtchansky, né à Vincennes le 26 octobre 1937 et mort à  Paris 14e le 4 mai 2010, est un directeur de la photographie et réalisateur français. 
Il a travaillé avec Jean-Luc Godard (six films), Jean-Marie Straub et Danièle Huillet (onze films), Jacques Rivette (quatorze films), mais aussi avec Pascal Bonitzer, Jacques Doillon, Philippe Garrel, Otar Iosseliani et François Truffaut.
Il a été membre du jury du festival de Cannes en 1993. Plusieurs fois nommé aux Césars, il a obtenu un prix à la Mostra de Venise en 2005 pour son travail sur Les Amants réguliers de Philippe Garrel.

## Biographie
Né dans une famille d'origine juive de Russie, William Lubtchansky suit les cours de l'École technique de photographie et de cinéma de la rue de Vaugirard à Paris (section « Cinéma », promotion 1959). 
Il est le premier assistant-opérateur pendant plusieurs années (de 1960 à 1968) de Willy Kurant (Elsa la rose d'Agnès Varda, consacré à Elsa Triolet et Louis Aragon, Les Créatures, Masculin féminin de Jean-Luc Godard) et d'Andréas Winding (L'Enfer). Ces deux mentors lui laissent en héritage une approche de l'image moderne, pour le premier, plus classique pour le second.
Il travaille seul à partir de 1969.
En 1975, Jean-Luc Godard fait appel à lui pour Ici et ailleurs et Numéro deux, deux films réalisés avec Anne-Marie Miéville, avant de l'engager pour Sauve qui peut (la vie), qui marque le retour de Godard dans le circuit du cinéma traditionnel. 
Sa collaboration avec Jacques Rivette débute en 1976. 
Son sens pointu de l'esthétique filmique, la rigueur de ses cadrages et la minutie de ses éclairages, faisant souvent référence à l'histoire de la peinture et de la photographie, lui ont valu d'être largement apprécié d'un certain cinéma d'auteur européen.
Selon Alain Bergala, William Lubtchansky « a été toute sa vie l'opérateur totémique des cinéastes qui cherchaient d'autres terres de cinéma à découvrir ».

### Famille
Frère cadet du documentariste Jean-Claude Lubtchansky, il était marié avec la monteuse Nicole Lubtchansky, avec laquelle ils sont les parents de la directrice de la photographie Irina Lubtchansky et de l'archéologue Natacha Lubtchansky.

### Décès
Il meurt le 4 mai 2010 des suites d'une crise cardiaque.

## Filmographie
- 1965 : Elsa la rose d'Agnès Varda
- 1965 : Fragilité, ton nom est femme
- 1966 : Les Créatures d'Agnès Varda
- 1967 : Ici, ailleurs, ou dans le métro
- 1969 : Klann - grand guignol
- 1969 : Le Temps de vivre de Bernard Paul
- 1970 : Un été sauvage de Marcel Camus
- 1970 : La Voiture électronique
- 1971 : Ça n'arrive qu'aux autres de Nadine Trintignant
- 1971 : Le Sauveur de Michel Mardore
- 1972 : Pourquoi Israël de Claude Lanzmann
- 1972 : Beau Masque de Bernard Paul
- 1973 : Juliette ? de Philippe Pilard
- 1973 : L'An 01 de Jacques Doillon
- 1973 : Une journée bien remplie de Jean-Louis Trintignant
- 1973 : Défense de savoir de Nadine Trintignant
- 1974 : Les Violons du bal de Michel Drach
- 1975 : Le Boucher, la Star et l'Orpheline de Jérôme Savary
- 1975 : Numéro deux
- 1975 : Parlez-moi d'amour de Michel Drach
- 1975 : Daguerréotypes d'Agnès Varda
- 1976 : Noroît de Jacques Rivette
- 1976 : Six fois deux (TV)
- 1976 : Ici et ailleurs de Anne-Marie Miéville et Jean-Luc Godard
- 1976 : Duelle de de Jacques Rivette
- 1977 : France, tour, détour, deux enfants (TV)
- 1977 : Toute révolution est un coup de dés
- 1977 : Dernière Sortie avant Roissy de Bernard Paul
- 1978 : Madame le juge (TV)
- 1978 : Comment ça va ? de Anne-Marie Miéville et Jean-Luc Godard
- 1979 : La Mémoire courte d'Eduardo de Gregorio
- 1980 : Les Jeux de la comtesse Dolingen de Gratz de Catherine Binet
- 1980 : Premier Voyage
- 1980 : Sauve qui peut (la vie) de Jean-Luc Godard
- 1981 : Le Vieil homme et la ville
- 1981 : Le Voleur d'enfants
- 1981 : Neige de Jean-Henri Roger et Juliet Berto
- 1981 : La Femme d'à côté de François Truffaut
- 1981 : Le Pont du Nord de Jacques Rivette
- 1981 : Paris s'en va de Jacques Rivette (court métrage)
- 1981 : Merry-Go-Round de Jacques Rivette
- 1981 : L'Ombre rouge de Jean-Louis Comolli
- 1982 : Trop tôt, trop tard
- 1982 : Boulevard des assassins de Boramy Tioulong
- 1982 : L'Indiscrétion de Pierre Lary
- 1983 : Cap Canaille de Juliet Berto et Jean-Henri Roger
- 1983 : Balles perdues de Jean-Louis Comolli
- 1984 : Amerika, rapports de classe de Jean-Marie Straub et Danièle Huillet
- 1984 : Frankenstein 90 de Alain Jessua
- 1984 : L'Amour par terre de Jacques Rivette
- 1985 : L'Été prochain de Nadine Trintignant
- 1985 : After Darkness
- 1985 : Shoah de Claude Lanzmann
- 1985 : Mangui, onze ans peut-être (TV)
- 1985 : La Tentation d'Isabelle de Jacques Doillon
- 1986 : I Love You de Marco Ferreri
- 1986 : Havre de Juliet Berto
- 1986 : La Puritaine de Jacques Doillon
- 1987 : Électre (TV)
- 1987 : Nice is Nice de Jean-Pierre Mocky
- 1987 : Agent trouble de Jean-Pierre Mocky
- 1987 : Comédie !
- 1987 : Où que tu sois d'Alain Bergala
- 1988 : Les Saisons du plaisir de Jean-Pierre Mocky
- 1988 : Fréquence meurtre de Élisabeth Rappeneau
- 1988 : La Maison de jade
- 1989 : Schwarze Sünde
- 1989 : Le Mahabharata (TV)
- 1990 : Nouvelle Vague de Jean-Luc Godard
- 1990 : Un week-end sur deux de Nicole Garcia
- 1990 : Le Petit Criminel de Jacques Doillon
- 1991 : Les Équilibristes de Nikos Papatakis
- 1991 : La Belle Noiseuse de Jacques Rivette
- 1992 : Les Enfants du naufrageur de Jérôme Foulon
- 1992 : Die Antigone des Sophokles nach der Hölderlinschen Ubertragung für die Bühne bearbeitet von Brecht 1948
- 1992 : La Chasse aux papillons d'Otar Iosseliani
- 1993 : Coitado do Jorge
- 1993 : Le Linge sale
- 1994 : Jeanne la Pucelle (Les Batailles, Les Prisons) de Jacques Rivette
- 1994 : Délit mineur
- 1994 : Du fond du cœur
- 1995 : Le Nouveau Monde
- 1995 : Un siècle d'écrivains (TV)
- 1995 : Belle époque (TV)
- 1996 : C'est de l'art
- 1996 : Le Cri de la soie de Yvon Marciano
- 1996 : L'Insoumise
- 1996 : Brigands, chapitre VII d'Otar Iosseliani
- 1996 : La Buena vida
- 1997 : Un vivant qui passe de Claude Lanzmann
- 1997 : Von heute auf morgen de Straub/Huillet
- 1997 : Une danse le temps d'une chanson (TV) (réalisateur)
- 1998 : Secret défense de Jacques Rivette
- 1998 : Dis-moi que je rêve de Claude Mouriéras
- 1999 : Adieu, plancher des vaches ! d'Otar Iosseliani
- 1999 : À mor la mort!
- 1999 : Sicilia! de Jean-Marie Straub et Danièle Huillet
- 1999 : La Débandade de Claude Berri
- 2000 : Tout va bien, on s'en va de Claude Mouriéras
- 2001 : Va savoir de Jacques Rivette
- 2002 : Lundi matin d'Otar Iosseliani
- 2003 : Petites Coupures de Pascal Bonitzer
- 2003 : Histoire de Marie et Julien de Jacques Rivette
- 2004 : Une visite au Louvre
- 2004 : Genesis de Claude Nuridsany et Marie Pérennou
- 2005 : Les Amants réguliers de Philippe Garrel
- 2006 : Jardins en automne de Otar Iosseliani
- 2007 : Ne touchez pas la hache de Jacques Rivette
- 2008 : La Frontière de l'aube de Philippe Garrel
- 2008 : Itinéraire de Jean Bricard de Jean-Marie Straub et Danièle Huillet
- 2013 : Le Dernier des injustes de Claude Lanzmann[5]

## Nominations et récompenses
- 2005 : Golden Osella pour Les Amants réguliers à la Mostra de Venise[6]
- 2006 : Nomination au César de la meilleure photographie pour Les Amants réguliers